# Disa pulchella
Disa pulchella är en orkidéart som beskrevs av Ferdinand von Hochstetter och Achille Richard. Disa pulchella ingår i släktet Disa och familjen orkidéer. Inga underarter finns listade i Catalogue of Life.